# Zofia Duniewska
Zofia Małgorzata Duniewska (ur. 1953) – polska prawnik, profesor nauk prawnych, profesor zwyczajny Uniwersytetu Łódzkiego, specjalistka w zakresie prawa administracyjnego.

## Życiorys
W 1980 ukończyła studia prawnicze na Wydziale Prawa i Administracji Uniwersytetu Łódzkiego. W 1989 na podstawie rozprawy pt. Uprawnienie do wykonywania rzemiosła uzyskała na macierzystym wydziale stopień naukowy doktora nauk prawnych w zakresie prawa. Tam też w 1998 na podstawie dorobku naukowego oraz rozprawy pt. Ignorantia iuris w prawie administracyjnym otrzymała stopień doktora habilitowanego nauk prawnych w zakresie prawa, specjalność: prawo administracyjne. W 2014 prezydent RP Bronisław Komorowski nadał jej tytuł naukowy profesora nauk prawnych. Został profesorem zwyczajnym Uniwersytetu Łódzkiego.
Została członkiem Centralnej Komisji do Spraw Stopni i Tytułów w kadencji rozpoczętej w 2017.